# Echinopsis pachanoi
Echinopsis pachanoi är en kaktusväxtart, känd som San Pedro kaktus, som först beskrevs av Nathaniel Lord Britton och Joseph Nelson Rose, och fick sitt nu gällande namn av H. Friedrich och Gordon Douglas Rowley. Echinopsis pachanoi ingår i släktet Echinopsis och familjen kaktusväxter. Inga underarter finns listade i Catalogue of Life.

## Bildgalleri

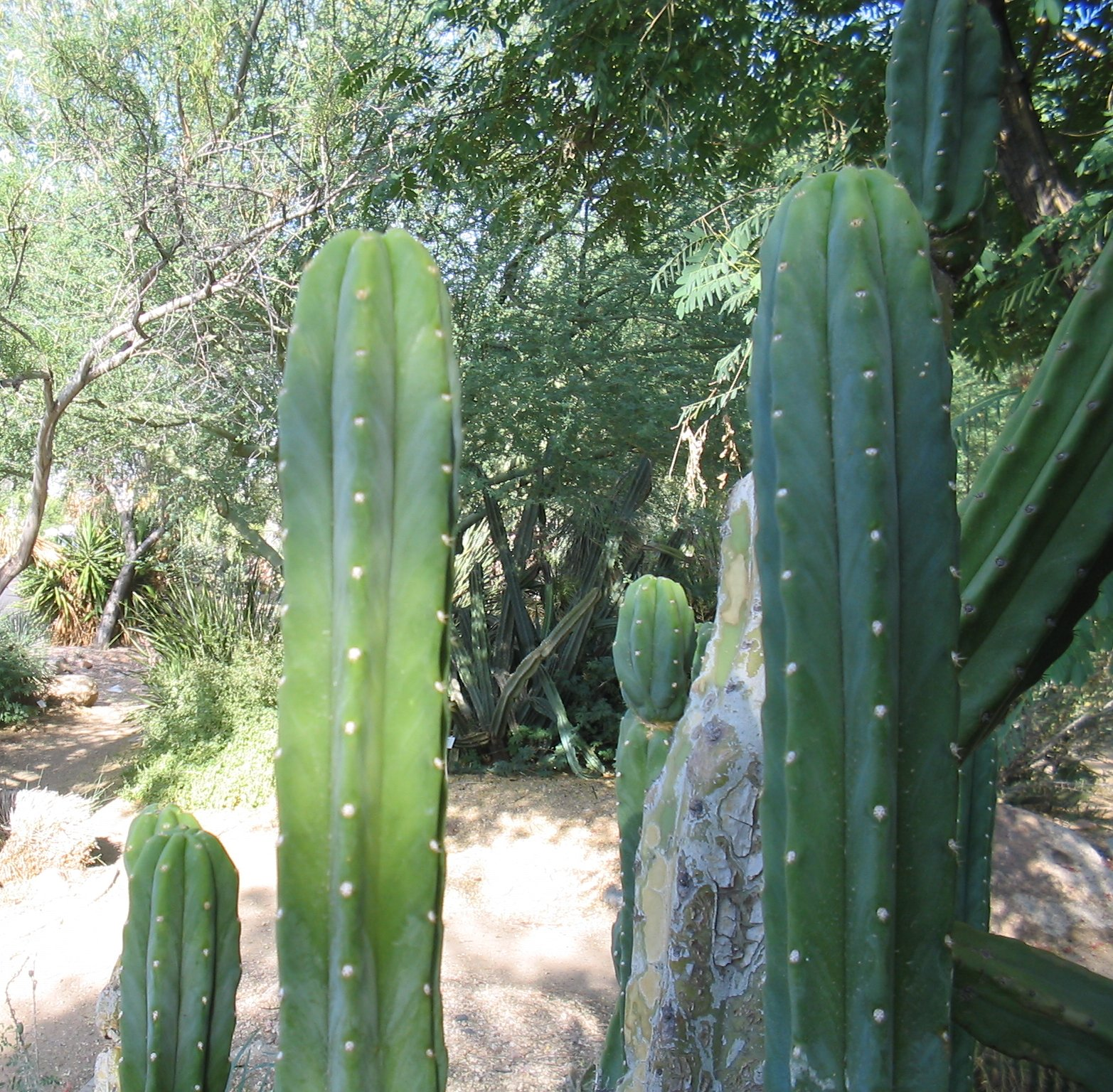
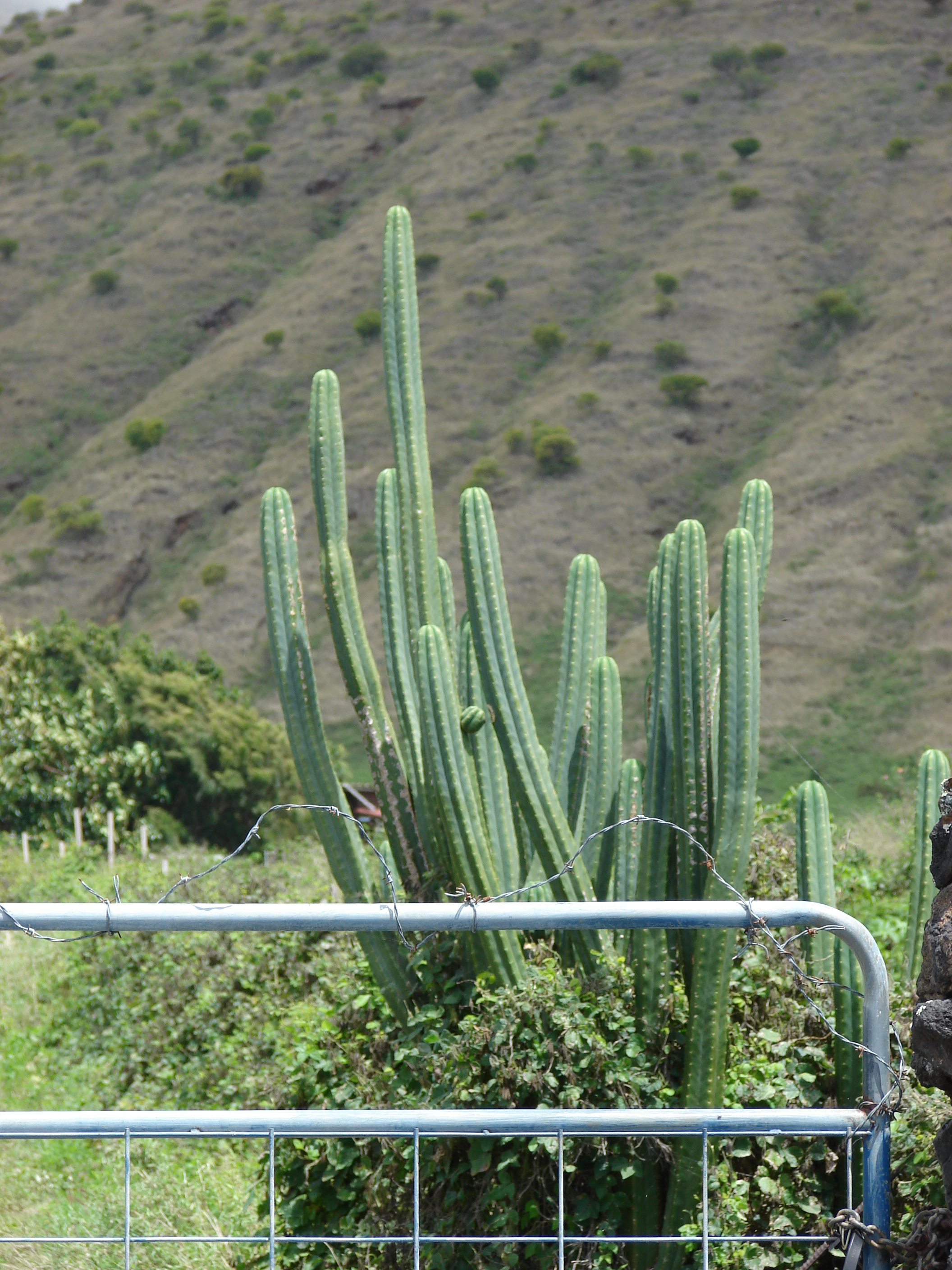
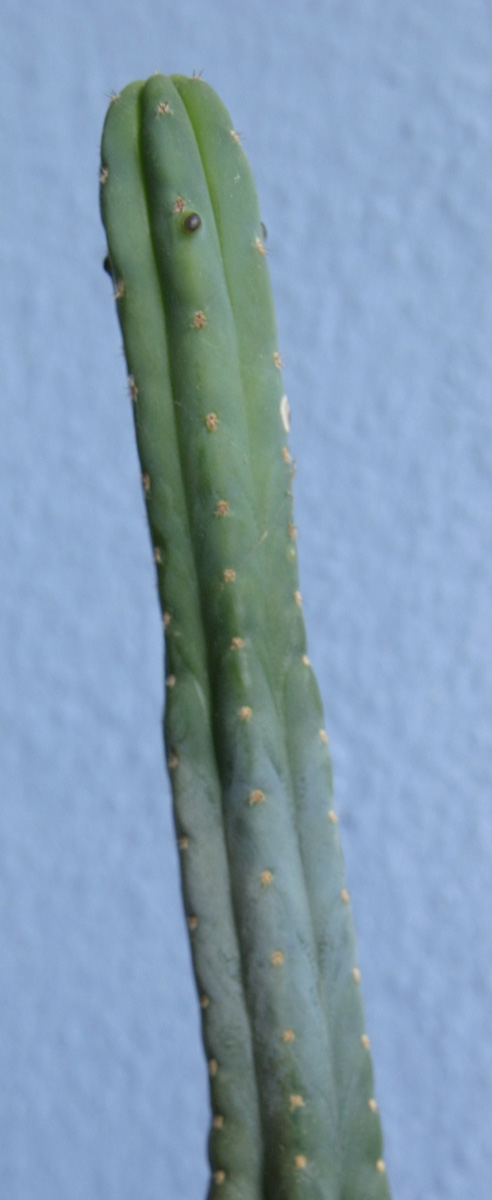
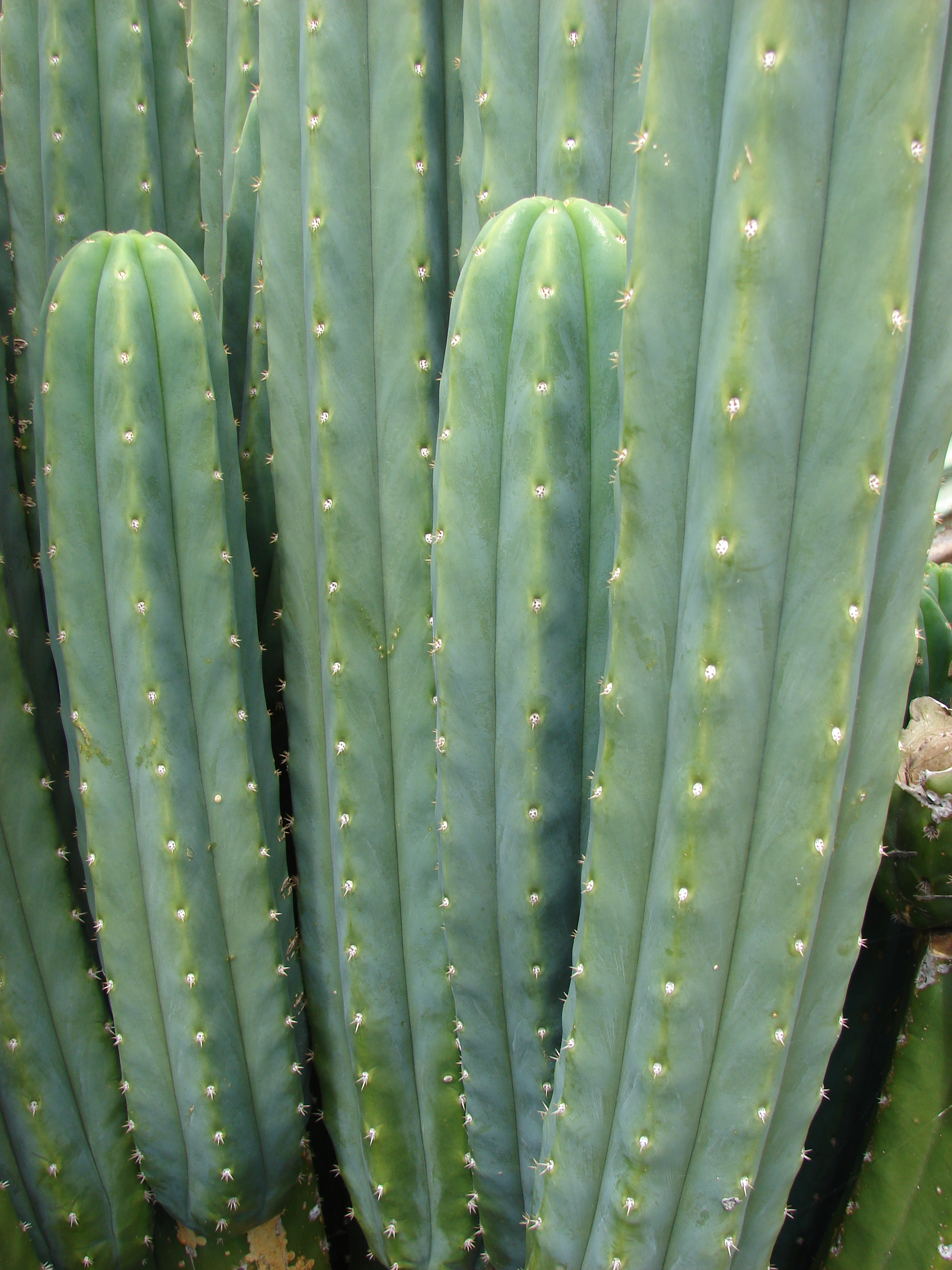
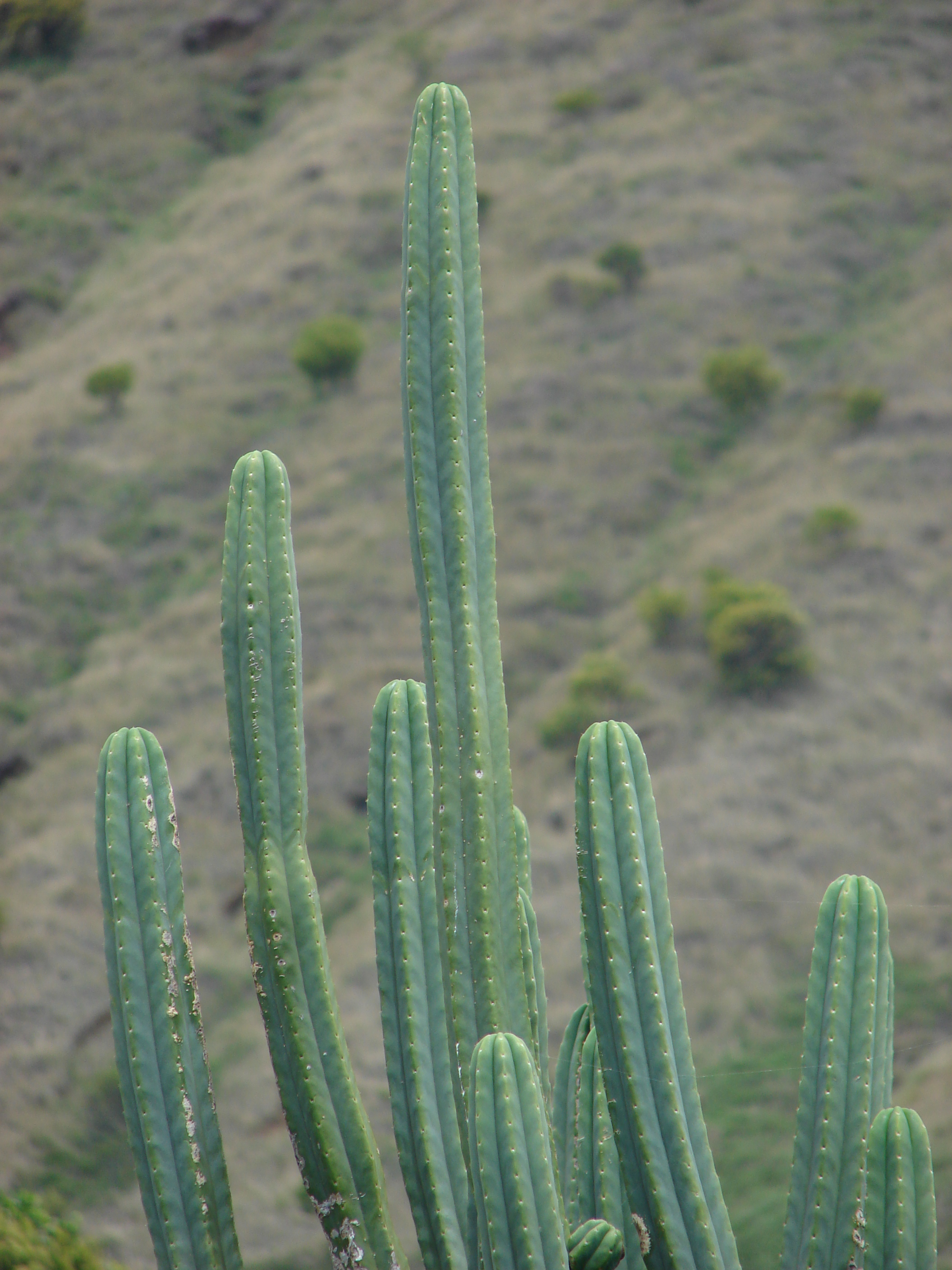
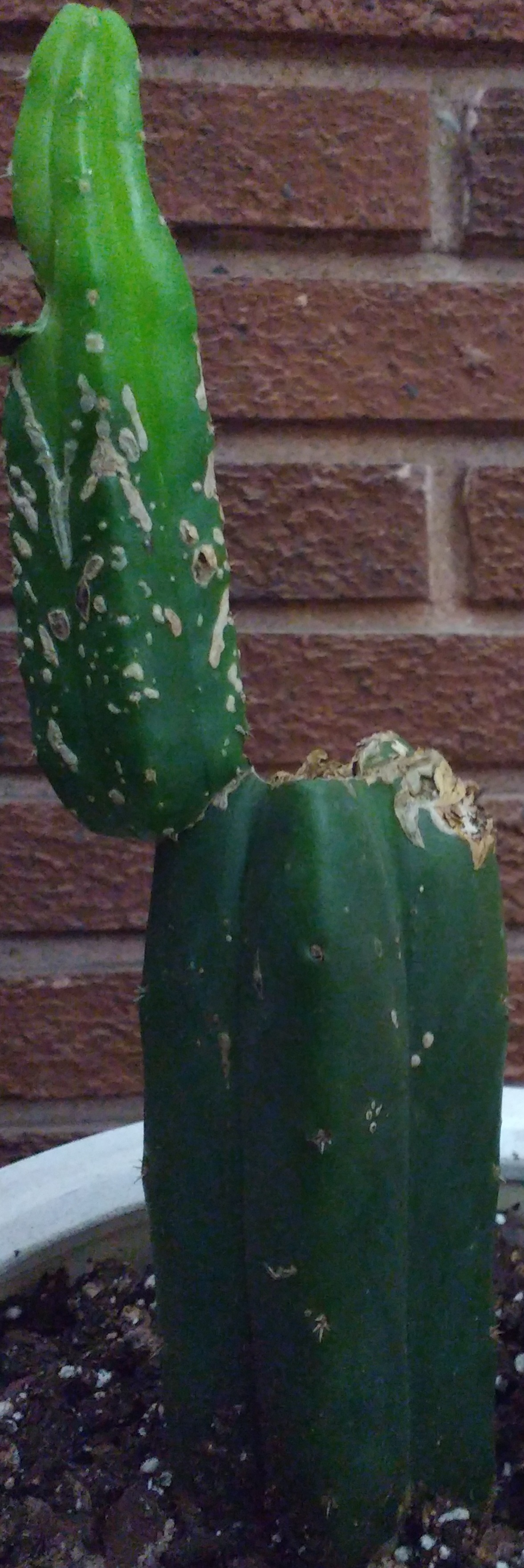
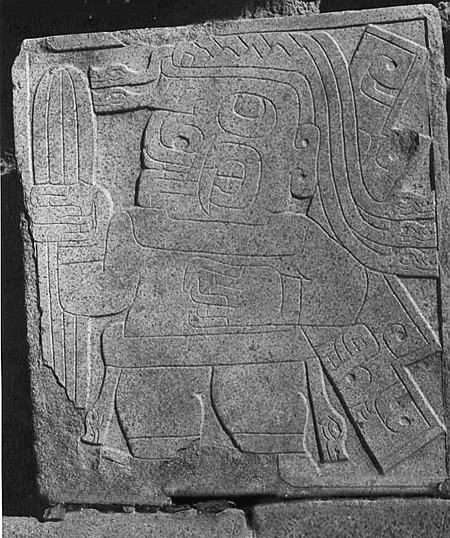